# Wołoka (przystanek kolejowy)
Wołoka (ukr. Волока, ros. Волока) – przystanek kolejowy w miejscowości Wołoka, w rejonie czerniowieckim, w obwodzie czerniowieckim, na Ukrainie. Położony jest na linii Czerniowce – Suczawa.